# Rotermannkvarteret

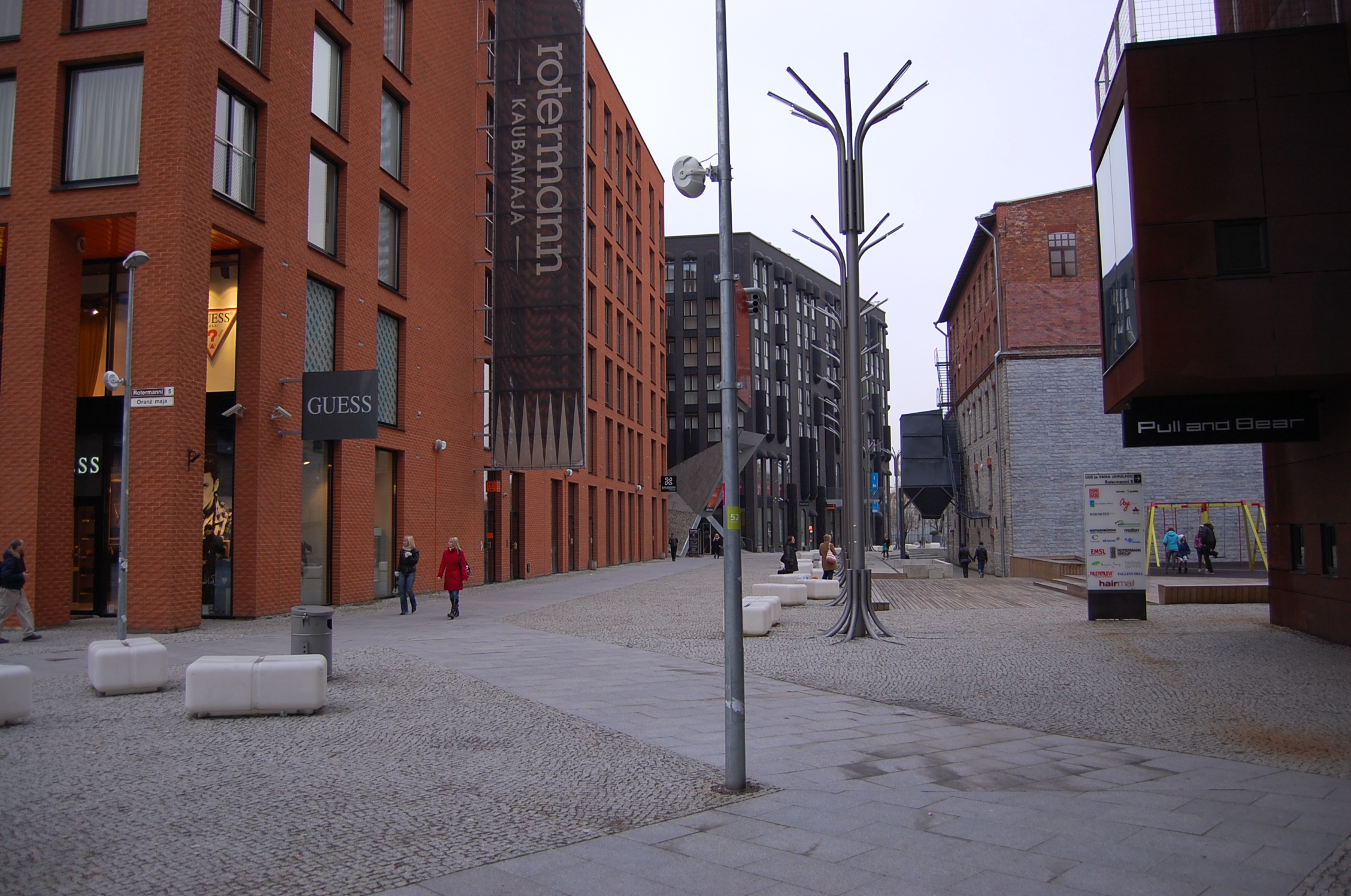
Rotermannkvarteret

Rotermannkvarteret är ett tidigare industriområde i Tallinns centrum, som numera är ett köpcentrum.
Christian Abraham Rotermann grundade handelsföretaget ”Chr. Rotermann" i Tallinn. Han grundade ett varuhus nära Virutorget. På området i varuhusets närhet uppfördes så småningom ett antal fabriker i vad som kom att kallas Rotermannkvarteret. Det fanns en träfabrik, en stärkelsefabrik och ett spritdistilleri, en kvarn och ett fryshus. 
Sonen Christian Barthold Rotermann expanderade verksamheten. Han utvidgade järn- och träindustrin, uppförde en ångsåg 1879, etablerade en pastafabrik 1887, samt byggde ett nytt varuhus på Havsavenyn 1888 och därefter en kornkvarn. Han uppförde också bland annat vid Havsavenyn ett bostadshus i rött tegel för familjen, ritat av Ernst Boustedt. 
Christian Ernst August Rotermann (1869-1950) fortsatte familjetraditionen. 
Rotermanns fabriker stängde den 1 september 1939. Byggnaderna förföll under den sovjetiska eran och har därefter renoverats för att bli ett köpcentrum.

De vid tiden nedgångna industrimiljöerna är av de platser som användes vid filminspelningarna av Andrej Tarkovskijs film Stalker (1979).

## Bildgalleri

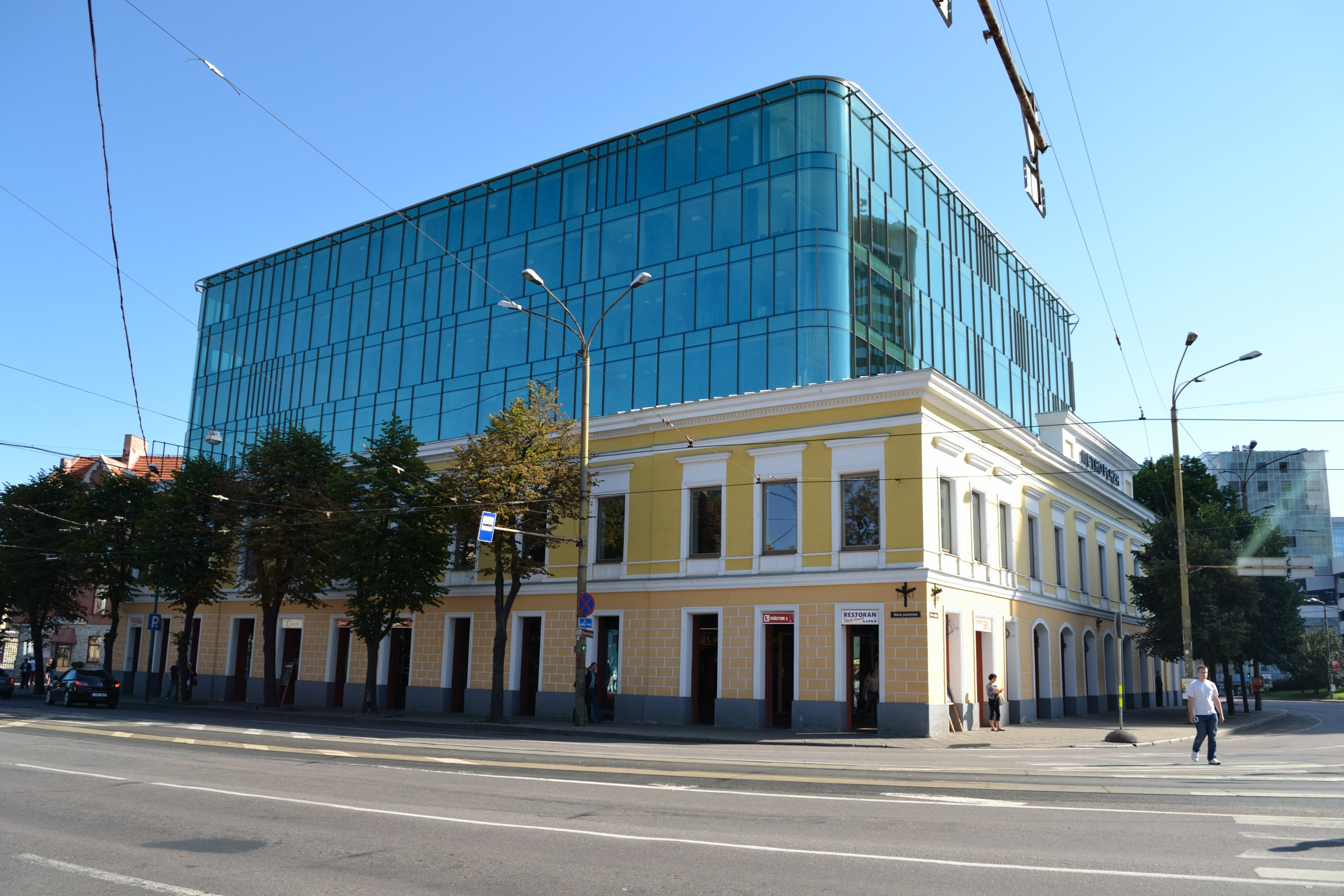
Rotermanns tidigare varuhus vid Virutorget
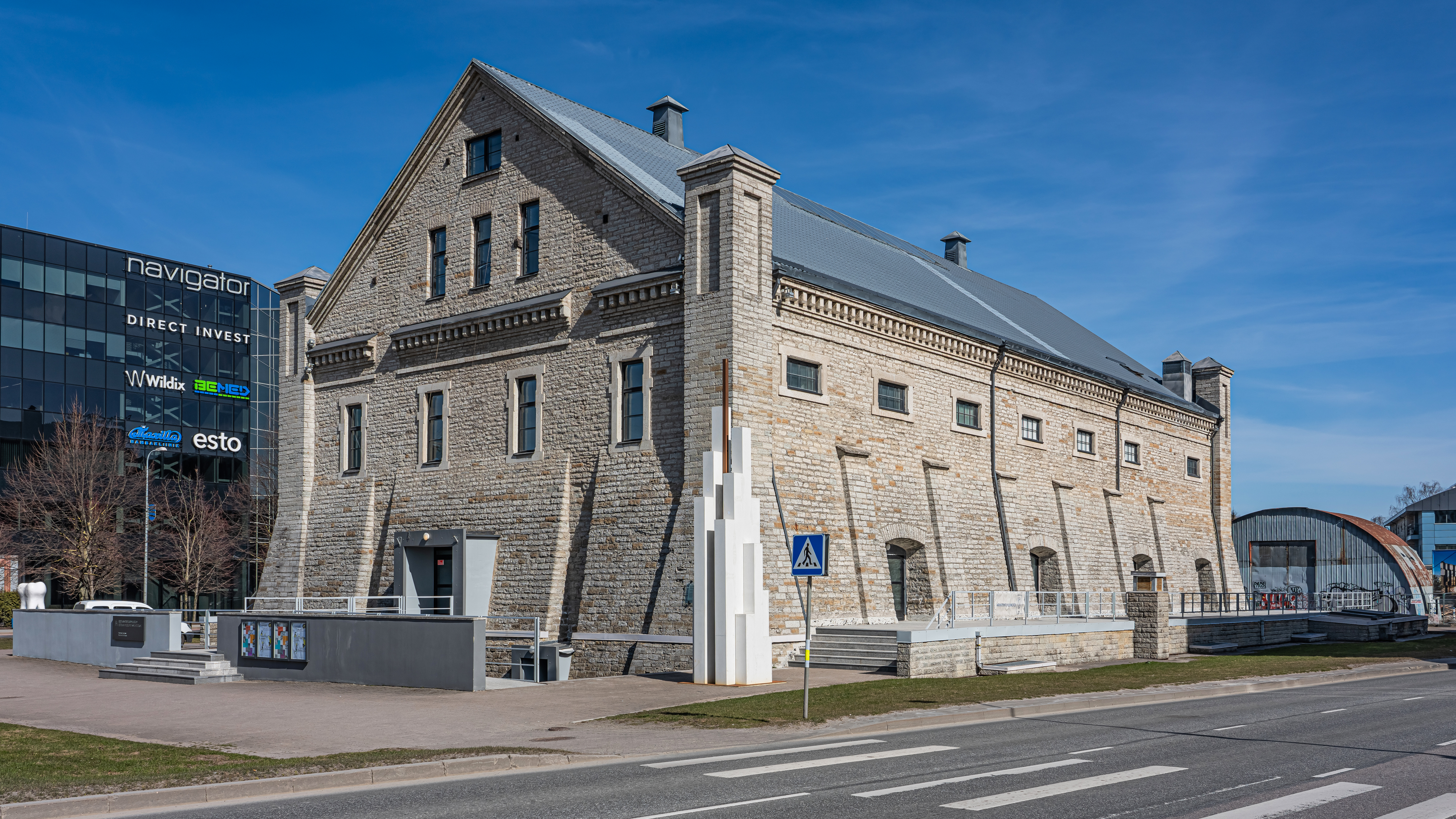
Saltlagret, nu Estlands arkitekturmuseum.
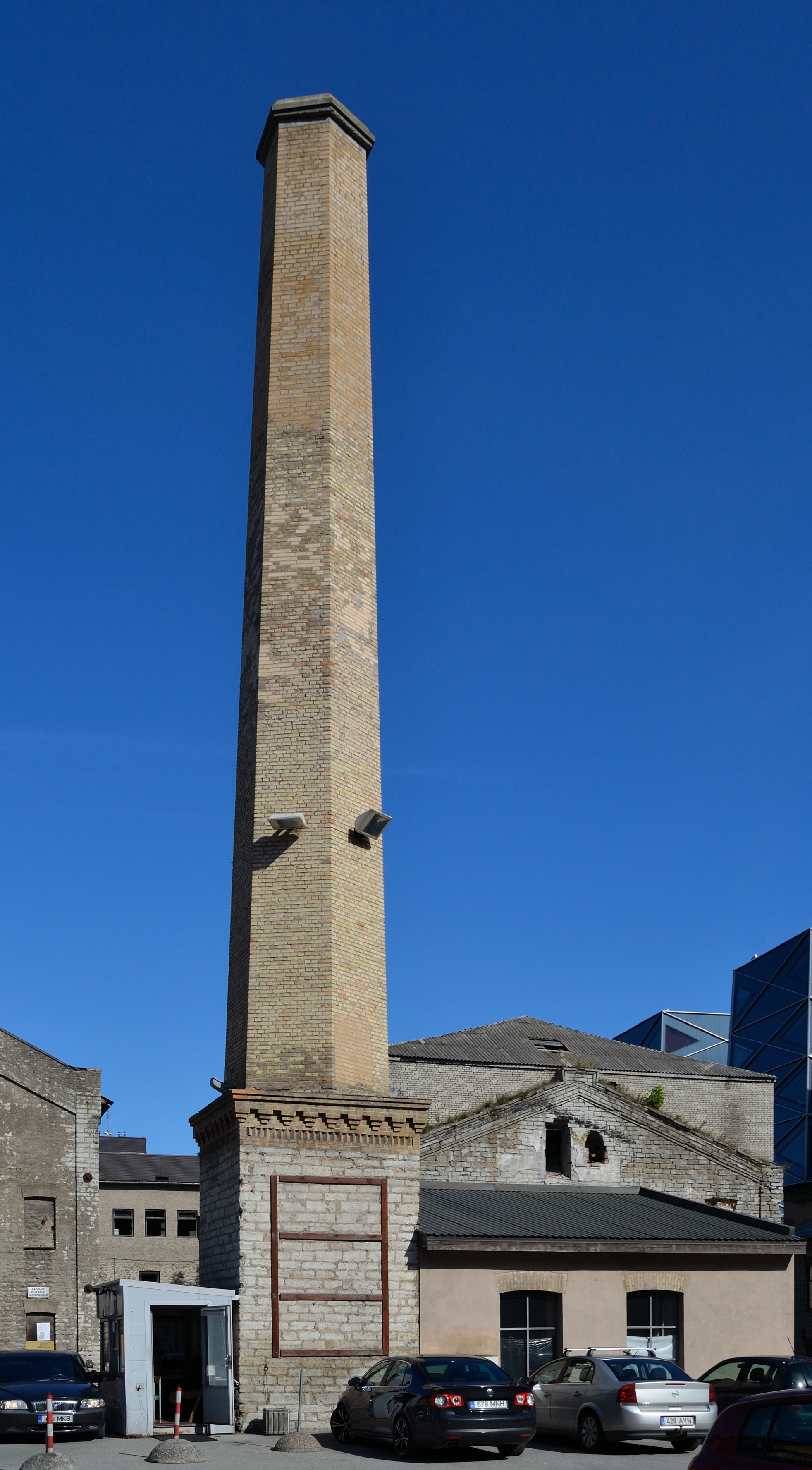
Skorstenen på panncentralen
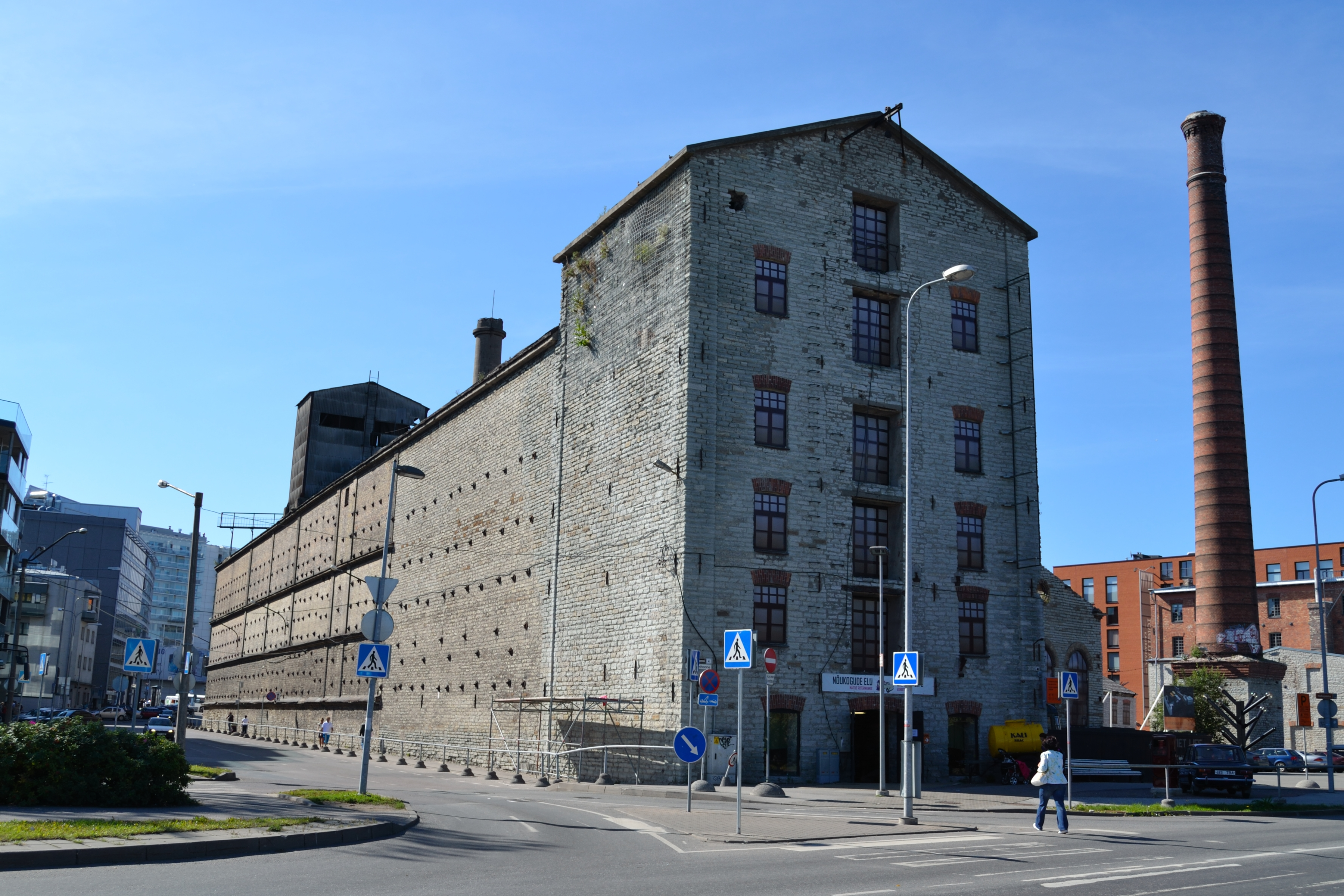
Elevatorbyggnaden
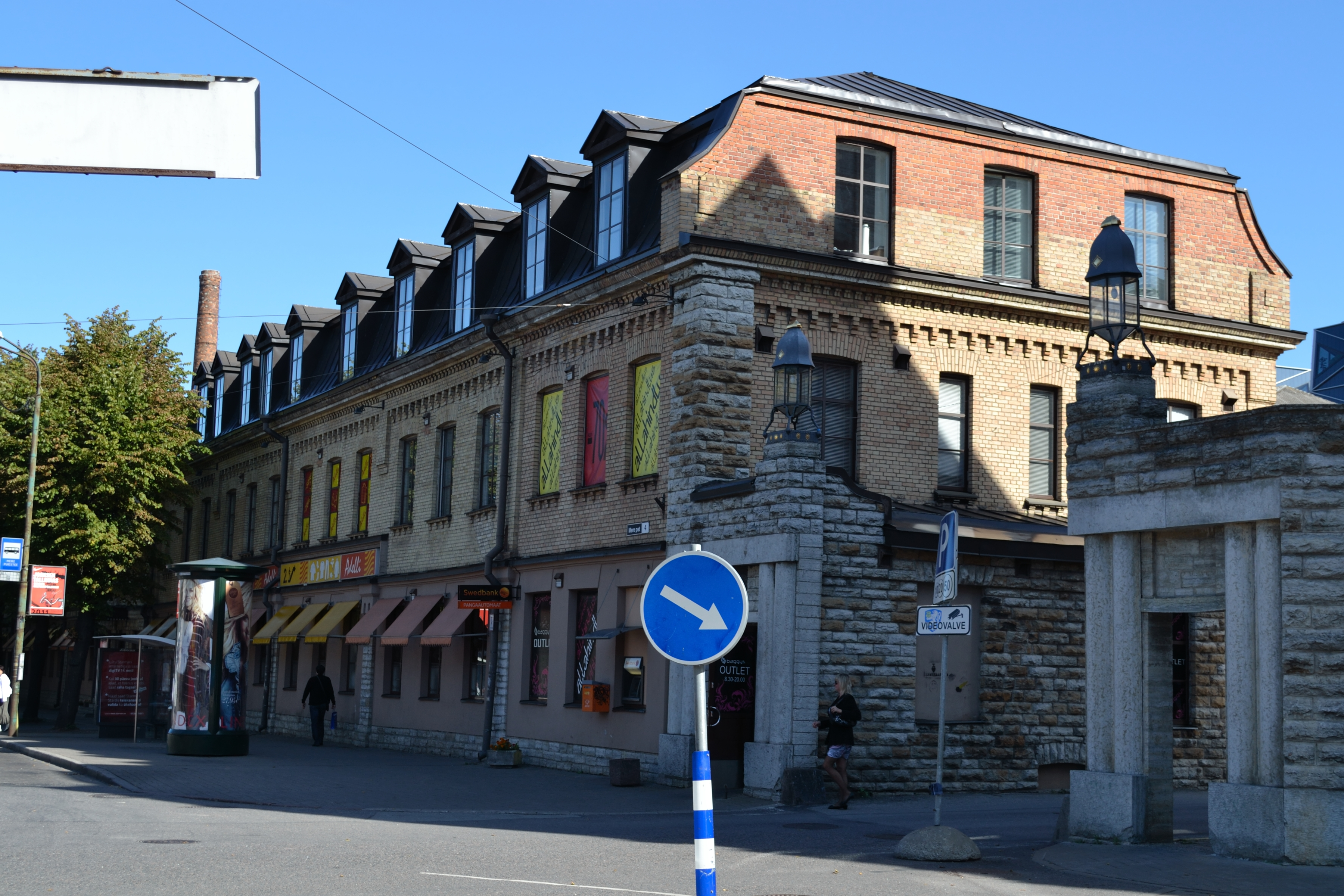
Byggnad utmed Havsavenyn
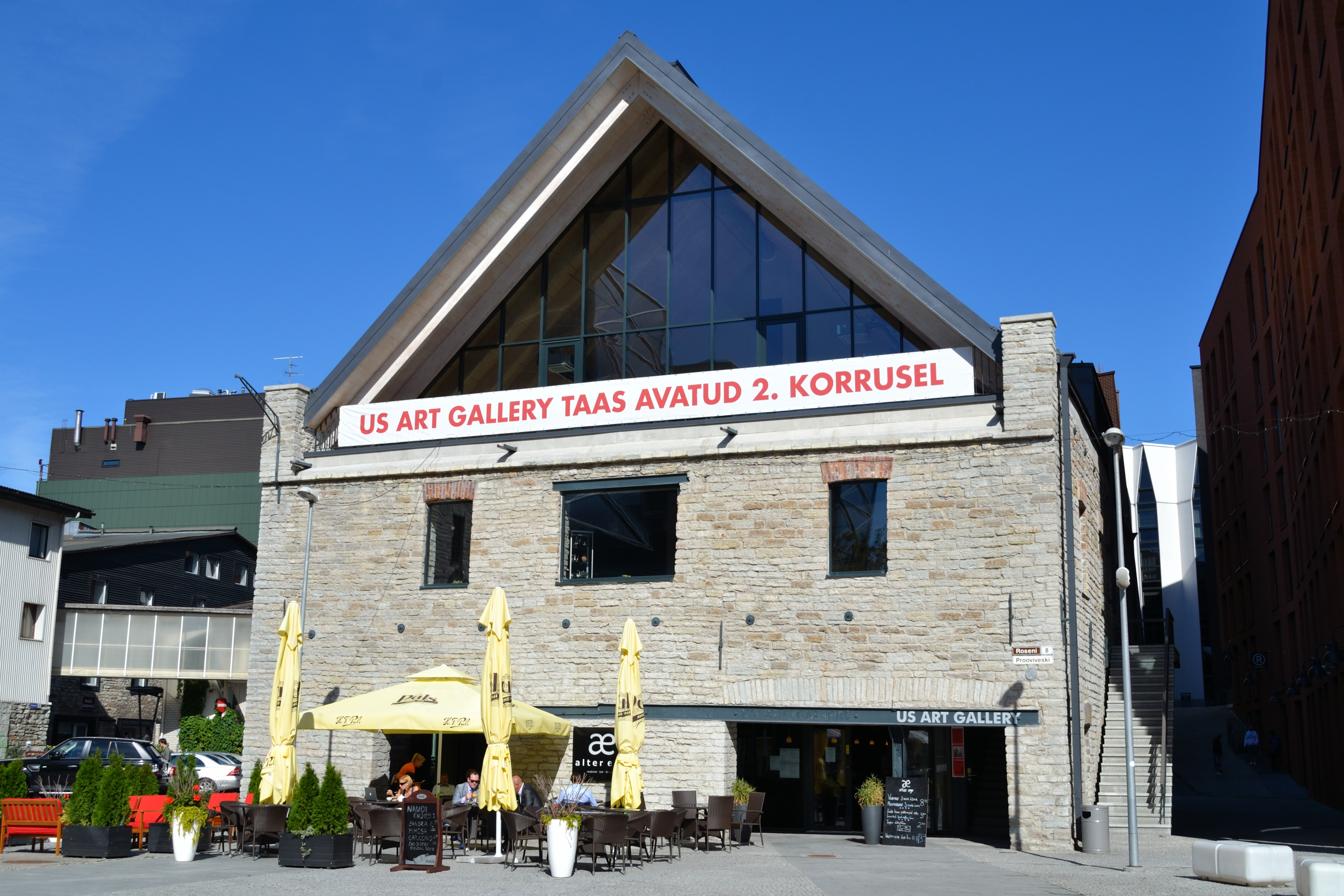
Kvarn
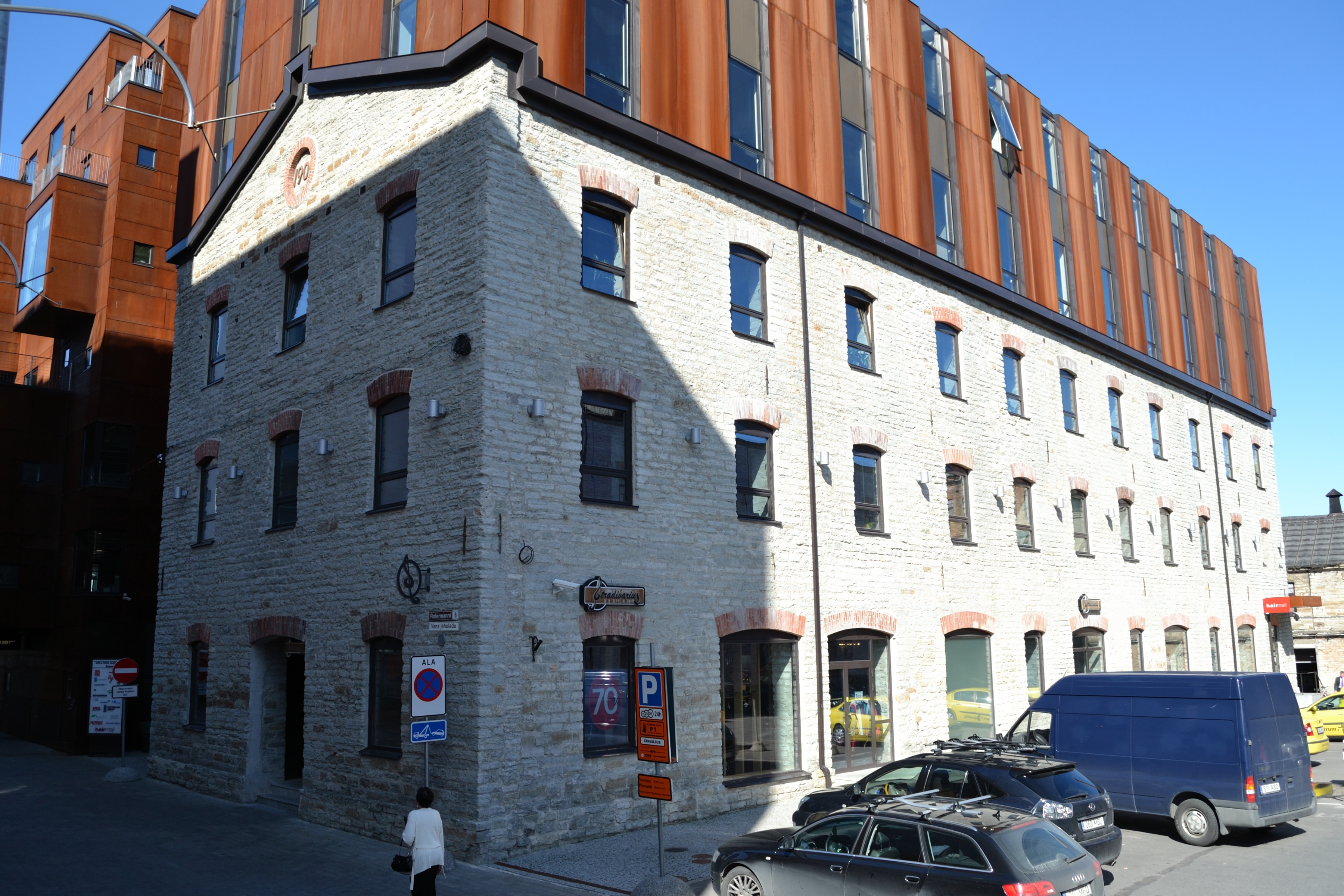
Brödbutik
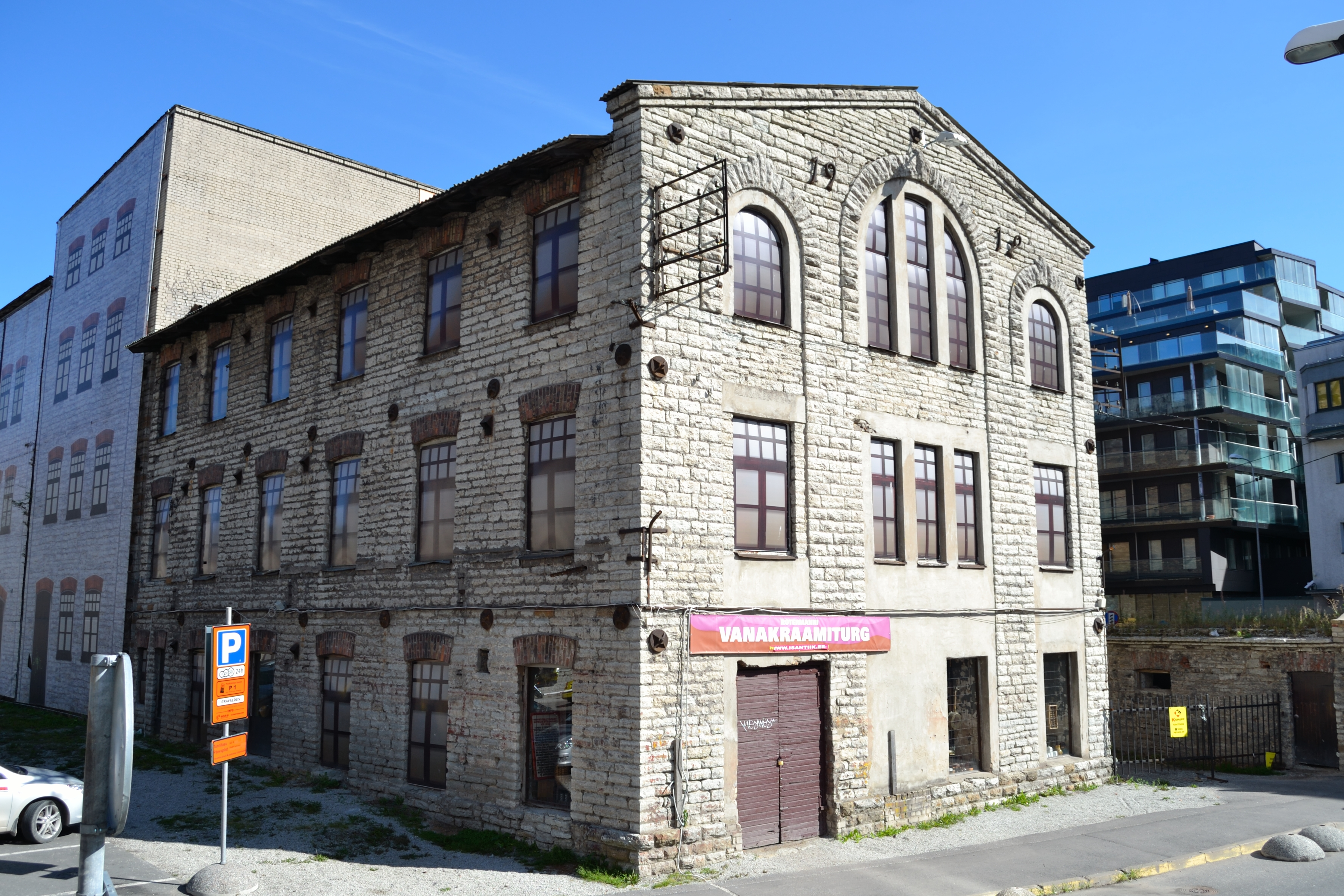
Fabriksbyggnad